# Manual de campo del ejército de Estados Unidos 30-31B
Manual de Campo de Ejército de EE.UU. 30-31B es un presunto apéndice clasificado de un Manual de campo del Ejército de EE. UU. que describe tácticas secretas de contrainsurgencia. En particular, identifica una "estrategia de tensión" que involucra ataques violentos que luego se atribuyen a los grupos radicales de izquierda para convencer a los gobiernos aliados de la necesidad de contraatacar. Se le ha llamado el Manual de Campo de Westmoreland porque está firmado con la supuesta firma del General William Westmoreland. Fue etiquetado como suplemento B (por lo tanto, "30-31B"), aunque la versión publicada públicamente de FM30-31 solo tiene un apéndice, el Suplemento A.
El experto en inteligencia Peer Henrik Hansen y el gobierno de los EE. UU. describen el documento como una falsificación de los servicios de inteligencia soviéticos. El documento apareció por primera vez en Turquía en la década de 1970, antes de distribuirse a otros países. También se usó a fines de la década de 1970 para implicar a la Agencia Central de Inteligencia en el secuestro y asesinato de las ex brigadas rojas del ex primer ministro italiano Aldo Moro.

## Historia
La primera mención del documento fue en el periódico turco Barış, en 1975.
Una copia similar de FM30-31B apareció un año después en Bangkok, Tailandia y en varias capitales de los estados del norte de África. En 1978, apareció en varias revistas europeas, incluyendo el español Triunfo y El País. La prensa italiana recogió la publicación Triunfo, y se publicó una copia en el número de octubre de 1978 de L'Europeo.
Se puede acceder a una amplia gama de manuales de campo, incluidos los 30-31, a través de sitios web que catalogan los manuales de campo de los EE. UU. Sin embargo, 30-31B no se encuentra entre los manuales de campo publicados por los militares.
El "Manual de campo de Westmoreland" se mencionó en al menos dos informes de comisiones parlamentarias de países europeos, uno sobre la logia masónica de Propaganda Due. y uno sobre la red belga. Este último dice que "la comisión no tiene ninguna certeza sobre la autenticidad del documento".
En una audiencia en 1980 de la Comisión Permanente Selecta sobre Inteligencia de la Cámara de Representantes, Subcomité de Supervisión, los funcionarios de la CIA declararon que el documento era una falsificación singularmente efectiva por parte de la KGB y un ejemplo de acción encubierta soviética.  Según Elizabeth Pond de The Christian Science Monitor, al discutir la efectividad relativa de la "desinformación", "los soviéticos han utilizado falsificaciones desde poco después de la revolución de 1917".

## Autenticidad
Fuentes oficiales de EE. UU., incluidos la Comisión Permanente Selecta sobre Inteligencia de la Cámara de Representantes de los EE. UU. y el Departamento de Estado de los Estados Unidos, afirman que es una falsificación. El académico Peer Henrik Hansen, un académico especializado en inteligencia de la Guerra Fría y misiones de apoyo, también afirma que el documento es una falsificación.
El descubrimiento a principios de la década de 1990 de la Operación Gladio (Red Stay Behind de la OTAN ) en Europa llevó a un debate renovado sobre si el manual era fraudulento o no. De acuerdo con Daniele Ganser, quien popularizó la historia de las redes de Gladio, Licio Gelli, el líder italiano de la logia masónica anticomunista P2, le dijo a Allan Francovich de la BBC en el segundo de un documental de tres partes, que se mostró en la BBC el 2 de junio. 24, 1992, "La CIA me lo dio" y Ray S. Cline, "Este es un documento auténtico". 
El trabajo de Ganser ha sido fuertemente criticado por algunos eruditos occidentales, que lo han caracterizado como una teoría conspirativa.